# 笠井紀美子
笠井 紀美子（かさい きみこ、1945年12月15日 - ）は、日本のジャズ歌手、宝飾デザイナー。アメリカ合衆国カリフォルニア州サンタモニカ在住。夫は音楽プロデューサーのリチャード・ルドルフ。

## 経歴
京都府京都市出身。同志社女子高校中退。1964年に上京し、スタンダード曲を歌ったり、フュージョンの要素を取り入れたりして人気を集める。1971年9月に日清食品が世界初のカップ麺であるカップヌードルを発売した際にはコマーシャルソングを歌い、商品とともに一世を風靡した。1978年、カリフォルニア州ロサンゼルスに移住。1987年から音楽活動と並行して宝飾デザイン業をはじめる。1990年、宝飾品ブランド「kimiko by KIMIKO」を起こす。1998年、30年にわたる音楽活動から引退。2016年ごろ宝飾デザイン業をやめた。

## ディスコグラフィ

### 自己名義／共同名義アルバム
- 『ジャスト・フレンズ 笠井紀美子コンサート』 - Just Friends (London) 1970年（ライヴ）※2005年再発
- 峰厚介四重奏団と共同名義, 『イエロー・カーカス・イン・ザ・ブルー』 - Yellow Carcass in the Blue (THINK!) 1971年 ※2007年再発
- マル・ウォルドロンと共同名義, One for Lady (Victor) 1971年 ※2007年再発
- 『アンブレラ』 - Umbrella (Liberty) 1972年 ※かまやつひろしプロデュース　ソニーミュージック　CD紹介サイト
- ギル・エヴァンス・オーケストラと共同名義, 『サテン・ドール』 - Satin Doll (CBS) 1972年 ※2007年再発／2009年 Blu-Spec CD化
- 『イン・パーソン』 - In Person (CBS/Sony) 1973年
- 『ホワッツ・ニュー』 - What's New (CBS/Sony) 1973年 ※2007年再発／2009年 Blu-Spec CD化
- 『サンクス・ディア』 - Thanks Dear (CBS/Sony) 1974年）※1990年再発
- シダー・ウォルトン・トリオと共同名義, 『キミコ・イズ・ヒア』 - Kimiko Is Here（1974年12月録音）(CBS/Sony) 1975年（ライヴ）※2006年再発
- 『マイ・ラヴ』 - This Is My Love（1975年6月、7月録音）(CBS/Sony) 1975年
- 『フォール・イン・ラブ』 - We Can Fall in Love (CBS/Sony) 1976年
- 『トーキョー・スペシャル』 - Tokyo Special (CBS/Sony) 1977年 ※2007年再発
- 『ラウンド・アンド・ラウンド』 - Round and Round (CBS/Sony) 1978年 ※1991年再発
- ハービー・ハンコックと共同名義, 『バタフライ』 - Butterfly （1979年10月録音）(CBS/Sony) 1979年 ※2005年再発／2009年Blu-Spec CD化
- 『キミコ』 - Kimiko（1982年録音）(CBS/Sony) 1982年
- 『ラブ・コネクション』 - Love Connection (CBS/Sony) 1982年、ベスト盤
- 『ラヴ・トーク』 - Love Talk (CBS/Sony) 1984年
- 『ニュー・パステル』 - New Pastel (CBS/Sony) 1984年
- 『ウォッチング・ユー』 - Watching You (CBS/Sony) 1985年
- 『マイ・ワン・アンド・オンリー・ラヴ』 - My One And Only Love (CBS/Sony) 1986年
- 『ペリゴ・ア・ノイテ：危険な夜』 - Perigo A Noite (Eastworld) 1987年
- KIMIKO KASAI (Kitty) 1990年（シダー・ウォルトン参加）

### コンピレーション
- ラヴ・ミー (CBS) 1984年
- アズ：SBM ベスト・セレクション 1993年
- マイ・フェイヴァリット・ソングスvol.1：ラヴ 1999年
- マイ・フェイヴァリット・ソングスvol.2 ：エモーション 1999年

### 参加作品・オムニバス等
- 世良譲トリオ,「ザ・モダン・プレイング・メイト」（1967年）※2007年再発売
- かまやつひろし, 「どうにかなるさ = Monsieur Bis」（1971年）

　:B5.ベッドつで愛の海へ
- 加藤和彦, 「ガーディニア」（1978年）
- 「UNDPIA-DREAM SOUND MIX-」（1984年）

　:3.ギヴ・ミー・ユア・ハート・トゥナイト
　:6.ユー・テイク・マイ・ブレス・アウェイ
- 「SEASIDE FUSION」（1985年）

　:6.ライト・プレイス
- 「BEACH SIDE FUSION」（1987年）

　:6.ウォッチング・ユー
- 「HIGHWAY FUSION」（1987年）

　:6.ノー・ウェイ、ノット・ミー
- 「SURFIN' FUSION」（1987年）

　:9.ステッピン・アウトサイド・トゥナイト
- 「ソウル’ン’ファンク」(1998年2月21日)

　:2.サンライト
- 「ベスト・オブ・ジャズ・ヴォーカル」(1998年6月20日)

　:5.アイ・ディドント・ノウ・ホワット・タイム・イット・ウォズ
　:13.ラウンド・アバウト・ミッドナイト
- 「喫茶ロック ソニー編」(2001年9月19日)

　:3.四つの季節
- 「SMOOTH JAZZ FUSION」(2003年1月8日)

　:2.Use Me
- 「SMOOTH VINTAGE」(2003年)

　:2.バイブレイション (LOVE CELEBRATION)
- 「COLEZO! ジャズ・ヴォーカル(2005年3月24日)

　:3.ドント・エクスプレイン
　:9.レフト・アローン
　:11.柳よ泣いておくれ
　:18.イエスタデイズ
- 「CUPNOODLE CM SONGS COLLECTION」(2006年11月22日)

　:1.日清カップヌードル ハッピーじゃないか（笠井紀美子とデューク・エイセス）